# JimJam (Europa Środkowo-Wschodnia)
Polsat JimJam – polska stacja telewizyjna dla dzieci należąca do AMC Networks International. Na kanale emitowane są różne seriale animowane dla dzieci w wieku od 2 lat do 6 lat.

## Historia kanału
Kanał JimJam rozpoczął nadawanie w Polsce 3 grudnia 2007 roku. Był to kanał z polską ścieżką językową. Na skutek podjęcia przez Chello Zone współpracy z Telewizją Polsat 19 listopada 2009 o godz. 18.00 rozpoczął nadawanie kanał Polsat JimJam, który nadawany jest przez spółkę typu joint venture Polsat JimJam Limited, w której Polsat posiada 50 procent udziałów, a druga połowa należy do JimJam CEE (Chello Zone). Początkowo Telewizja Polsat planowała uruchomienie kanału samodzielnie pod nazwą Polsat Kids, ostatecznie jednak zdecydowano się na współtworzenie stacji z Chello.
Polsat JimJam od chwili uruchomienia był kopią polskiej wersji kanału JimJam. Ramówki tych dwóch stacji były identyczne. Etapami Polsat JimJam był wprowadzany u poszczególnych operatorów w miejsce JimJam. Przykładowo 2 października 2010 podmiana nastąpiła w sieci kablowej UPC Polska, 1 stycznia 2011 w Multimedia Polska, a 5 maja 2011 na platformie cyfrowej n. Ostatecznie Polsat JimJam zastąpił swój poprzednik w całym kraju.
Pierwszym krokiem do spolszczenia kanału było wprowadzenie w maju 2010 roku polskich bloków reklamowych. Kolejną zmianą był debiut polskich „okienek” programowych oraz częściowo oprawy wizualnej z polskimi napisami. Polsat JimJam testował je od 5 grudnia 2011 roku, a na stałe pojawiły się one w lutym 2012 roku. Znajdowały się w nich polskie kreskówki oraz seriale animowane, zakupione wyłącznie na potrzeby Polsat JimJam. Polskie pasma były stopniowo wydłużane – do 6 godzin dziennie. 1 lipca 2013 roku na Polsat JimJam uruchomiono odrębny przekaz kanału wyłącznie na potrzeby polskiego rynku.
15 lutego 2023 roku Grupa Polsat Plus sprzedała swoje 50% udziałów w spółce Polsat JimJam Limited firmie AMC Networks. Stanisław Janowski, prezes zarządu Polsatu wytłumaczył decyzję zużyciem się formuły. Kanał jednak nadal funkcjonuje pod nazwą Polsat JimJam. Za sprzedaż reklam wciąż odpowiada biuro Polsat Media.

## Kalendarium
| Kalendarium Polsat JimJam | Kalendarium Polsat JimJam |
| Rok                       | Szczegóły |
| ------------------------- | --- |
| 2009                      | Premiery seriali: Bob Budowniczy; Dougie w przebraniu; Krówka Connie; Gazoon; Bajki i bajeczki; Prosiaczek Cienki; Antek Mrówka; Rubbadubbers; Zwariowane zwierzaki; Igloo-Gloo; Paczka i Ceny; Duck; Wobbly Land; Magiczny klucz; Oswald; Barney i przyjaciele; Tigga i Togga; Małe Planety; Anton; Kacper; Tork; Hoobland; Przygody Gracie-Lou; Strażak Sam; Kot James; Ogrodnik Pankracy; Roztańczona Angelina; Dorotka – wesoły dinozaur; Cyrk Antosia 19 listopada 2009 – Program Polsat JimJam rozpoczyna nadawanie takiego samego programu co JimJam. |
| 2010                      | Premiery seriali: Co ja widzę?; Felix Purina; Miś Pysiaczek i przyjaciele; Akademia Aquafresh; Wielka dżungla; Mio i Mao; Puchaty Ogród; W jeżynowym grodzie; Farma Benjamina; A może nad morze?; Pingu 15 lutego JimJam zmienił oprawę graficzną na cykle opraw inspirowane miejscami które są dzieciom doskonale znane. Cykl miejsc w oprawie: dżungla (15 lutego 2010 – 30 kwietnia 2010); kosmos (1 maja 2010 – 31 lipca 2010); morskie głębiny (1 sierpnia 2010 – 31 października 2010); cyrk (1 listopada 2010 – 31 stycznia 2011)                     |
| 2011                      | Premiery seriali: Bob na Budowie; O Rety! Psoty Dudusia Wesołka; Jarmies; Mały Miś; Podróże z Aleksandrem i Emilią; Anatol Od 5 grudnia 2011 Polsat JimJam wprowadził polskojęzyczną oprawę i polskojęzyczne programy. Cykl miejsc w oprawie wprowadzonej w lutym 2010: wieś (1 lutego – 30 kwietnia 2011); park (1 maja – 31 lipca 2011); ogród zoologiczny (1 sierpnia – 31 października 2011); park rozrywki (1 listopada 2011 – 31 stycznia 2012) |
| 2012                      | Premiery seriali: W rodzinie zwierzątek; Marvin stepujący koń; Małpka wie, nauczy cię; Bolek i Lolek; Reksio; Miś Kudłatek; Przygody myszki; Przygody błękitnego rycerzyka. Cykl miejsc w oprawie wprowadzonej w lutym 2010: dżungla (1 lutego 2012 – 30 kwietnia 2012); morze (1 maja 2012 – 31 sierpnia 2012); cyrk (1 września 2012 – 31 stycznia 2013) |
| 2013                      | Premiery seriali: Podróże kapitana Klipera; Clay Play; Hugo, co to znaczy; Berlinki; Dzieciaki-zwierzaki; Tu i Tam; Snapatusie; Cini Minis; Strażnicy miasta; Nouky i przyjaciele; Timothy: Timothy idzie do szkoły; Wielka podróż Bolka i Lolka. 1 lipca 2013 roku Polsat JimJam rozpoczął emisję własnej ramówki, różniącej się od pan-europejskiej. Cykl miejsc w oprawie wprowadzonej w lutym 2010: farma (1 lutego 2013 – 30 czerwca 2013); cyrk (od 1 lipca 2013)                                                                                      |
| 2014                      | Premiery seriali: Pamapalini; łowca zwierząt; Mała i przyjaciele; Znajome kształty; Drewnoludki; Świat Milli; Piesek Bali; Noksu; Przygody Mrówki Milli; Mami Fatale; Dyzio; Tygrysek Percy i jego opowieści; Przygody Oskara Baloniarza; Porwanie Baltazara Gąbki; Hip Hip i Hurra; Bajki Bolka i Lolka; Hello Kitty – Leśny Zakątek; Księżycowy Jim; Bolek i Lolek na Dzikim Zachodzie; Akademia Aquafresh: informacje. |
| 2015                      | Premiery seriali: Dzieciaki-zwierzaki: Podwodna misja; Potworek Matma i jego drużyna; Agi Bagi; Parauszek i przyjaciele; Przedszkolaki; DJ Miki; Zwierzyniec Zuzi; Ty i wszechświat; Cini Minis: cynamonowe; Muzykalny Oto; Nawet nie wiesz, jak bardzo cię kocham; Pamiętnik Florki; W rytmie dżungli; Ćwierkające historie; Harry i wiaderko pełne dinozaurów; Chmurkowe opowieści; Pan Toti; Przygody Kleo; Maciuś i Kiciuś; Teraz już wiesz; Gryzmołki Gryzmołka.                                                                                        |
| 2016                      | Premiery seriali: Czas na zabawę; Messy Jedzie do Okido; Mały Pingwin Pik-Pok; Miś Uszatek; Wędrówki Pyzy; Dziwne przygody Koziołka Matołka; Tajemnice Wiklinowej Zatoki; Strażnicy miasta: Zabawny kącik Rufusa Kłopotka; Truskawkowe Ciastko; Kit i Kate; Krecik Boj; Dinopociąg; Yaya i Zouk; My Little Pony: Przyjaźń to magia; Transformers: Misja Autobotów. 1 czerwca 2016 roku kanał zmienił format obrazu z 4:3 na 16:9. |
| 2017                      | Premiery seriali: Kropka.; Dziki świat braci Kratt; Tropiciele zagadek; Ranger Rob; Zuzia; Kajtuś; Ptyś i Bill. |
| 2018                      | Premiery seriali: Stacyjkowo; Stacyjkowo: Zdobywcy odznak; Popelki; Woolly i Pip; Zwierzynalia; Timmy uczy i bawi; Pastusiowy Teledysk; Strażak Sam (serial animowany 2008); Robosamochód Poli; Chupi idzie do szkoły; Badanamu Talk; Badanamu Pop, Badanamu TV Show (ABC); Badanamu Nursery Rhymes. 1 sierpnia 2018 Polsat JimJam zmienił oprawę graficzną. |
| 2019                      | Premiery seriali: Berry i Dolly; Chuck i przyjaciele; Robosamochód Poli: bezpieczeństwo na drodze; Chomp Squad; Mały Brązowy Miś; Przyjaciele z Heart Lake City; Kadeci z Badanamu; Odlotowe opowieści; Pszczółka Maja (serial animowany 2012); Ceny i przyjaciele; Kasia i Mim-Mim. |
| 2020                      | Premiery seriali: Noddy w Krainie Leo strażnik przyrody; Zabawek; Powiedz to z Noddym; Ciekawski George; Zgaduj z Jessem; Szymon; Inui; Rajdek – mała wyścigówka. |
| 2021                      | Premiery seriali: Barbie: Dreamtopia; Taina i strażnicy Amazonii. |
| 2022                      | Premiery seriali: Jak borsuk z lisem; Ricky Zoom; Daisy i Ollie; Mumfie; Pettson i Findus. |
| 2023                      | Premiery seriali: Franklin i przyjaciele; Hau hau, Ćwirka i Panda Dave; Super Wings; Michaś przytulny miś polarny; Grisu; Tilda, mała mysz, Clifford; Pocoyo; Kajtuś; Dr Panda; Superkic; Świat Milli; Boribon; Sam i Julia; Charley Kocha przyrodę |

## Programy Polsat JimJam

### Seriale animowane

#### Aktualnie emitowane
- Barbie: Dreamtopia
- Bob Budowniczy
- Boribon
- Ceny i przyjaciele
- Chuck i przyjaciele
- Chomp Squad
- Ciekawski George
- Clifford
- Dr Panda
- Dziki świat braci Kratt
- Franklin i przyjaciele
- Grisu
- Hau hau, Ćwirka i Panda Dave
- Inui
- Jak borsuk z lisem
- Kadeci z Badanamu
- Kajtuś
- Kasia i Mim-Mim
- Kropka
- Leo, strażnik przyrody
- Małpka wie – nauczy cię
- Michaś przytulny Miś Polarny
- Mumfie
- Odlotowe Opowieści
- Pettson i Findus
- Pocoyo
- Przyjaciółki z Heartlake City
- Pszczółka Maja
- Ptyś i Bill
- Ranger Rob
- Robosamochód Poli
- Roztańczona Angelina
- Sam i Julia
- Stacyjkowo
- Stacyjkowo: Zdobywcy odznak
- Strażak Sam
- Strażnicy miasta
- Super Wings
- Superkic
- Szymon
- Świat Milli
- Taina i strażnicy Amazonii
- Tilda, Mała mysz
- To Timmy!
- Tomek i przyjaciele
- Tropiciele zagadek
- Truskaweczka
- Zuzia
- Zwierzynalia

#### Dawniej emitowane
- Agi Bagi
- Aquafresh
- Akademia Aquafresh
- Akademia Aquafresh: informacje
- Anatol
- Antek Mrówka
- Anton
- Artur
- Badanamu Nursery Rhymes / Badanamu Pop
- Badanamu Talk / Badanamu TV Show
- Bajki Bolka i Lolka
- Bajki i bajeczki
- Bali
- Barney i przyjaciele
- Berry i Dolly
- Berlinki
- Bolek i Lolek / Bolek i Lolek na Dzikim Zachodzie
- Cecylia i Pepo odkrywają olimpiadę
- Chmurkowe opowieści
- Chupi idzie do szkoły
- Clay Play
- Co ja widzę?
- Cini Minis
- Cini Minis: Cynamonowe
- Czas na zabawę
- Ćwierkające historie
- Hutch Miodowe Serce
- Dinopociąg
- DJ Miki
- Dorotka – wesoły dinozaur
- Dougie w przebraniu
- Drewnoludki
- Duck
- Dyzio
- Dzieciaki-zwierzaki / Dzieciaki-zwierzaki: Podwodna misja
- Dziwne przygody Koziołka Matołka
- Felix Purina
- Gazoon
- Gombby na Zielonej Wyspie
- Gryzmołki Gryzmołka
- Harry i wiaderko pełne dinozaurów
- Hello Kitty: Leśny Zakątek
- Hip-Hip i Hurra
- Hoobland
- Hugo, co to znaczy?
- Igloo-gloo
- Jarmies
- Kacper
- Kot James
- Krecik Boj
- Kit i Kate
- Krówka Connie
- Księżycowy Jim
- Maciuś i Kiciuś
- Magiczny klucz
- Mała i Przyjaciele
- Małe planety
- Mały Brązowy Miś
- Mały Miś
- Mały Pingwin Pik-Pok
- Mami Fatale
- Messy jedzie do Okido
- Mio i Mao
- Miś Kudłatek
- Miś Pysiaczek i przyjaciele
- Miś Uszatek
- Muzykalny Oto
- My Little Pony: Przyjaźń to magia
- Noddy w Krainie Zabawek
- Noksu
- Nouky i przyjaciele
- O rety! Psoty Dudusia Wesołka
- Ogrodnik Pankracy
- Oswald
- Paczka i Ceny
- Pamiętnik Florki
- Pampalini łowca zwierząt
- Pan Toti
- Pingu
- Podróże kapitana Klipera
- Podróże z Aleksandrem i Emilią
- Popelki
- Potworek Matma i jego drużyna
- Porwanie Baltazara Gąbki
- Powiedz to z Noddym
- Prosiaczek Cienki
- Pastusiowy Teledysk
- Przygody Błękitnego Rycerzyka
- Przygody Gracie-Lou
- Przygody Kleo
- Przygody Mrówki Milli
- Przygody Myszki
- Przygody Oskara Baloniarza
- Puchaty ogród
- Rubbadubbers
- Rajdek - mała wyścigówka
- Reksio
- Robosamochód Poli: bezpieczeństwo na drodze
- Stepujący Koń Marvin
- Strażak Sam
- Strażak Sam
- Tajemnice wiklinowej zatoki
- Teraz już wiesz
- Timmy uczy i bawi
- Timothy idzie do szkoły
- Tigga i Togga
- Tork
- Transformers: Misja Autobotów
- Tu i Tam
- Ty i wszechświat
- Tygrysek Percy i Jego opowieści
- W rytmie dżungli
- Wędrówki Pyzy
- Wielka dżungla
- Wobbly Land
- Woolly i Pip
- Yaya i Zouk
- Zabawkowy Kącik Rufusa Kłopotka
- Zgaduj z Jessem
- Znajome kształty
- Zwariowane zwierzaki
- Zwierzyniec Zuzi

- A może nad morze?
- Cyrk Antosia
- Farma Benjamina
- W rodzinie zwierzątek

## Polsat JimJam Superbajki
W każdą sobotę i niedzielę o 08:30 są emitowane JimJam Superbajki. Do 28 lutego 2015 roku emitowany był w każdy weekend o 10:00 i 17:00. Od 1 marca do 27 września 2015 roku program był emitowany w każdą sobotę i niedzielę o 17:00.
| - Bob na budowie - Hugo, co to znaczy? - Nouky i przyjaciele - Akademia Aquafresh - Ogrodnik Pankracy - W jeżynowym grodzie |

## Maraton Polsat JimJam
W każdą niedzielę w godz. 10:30-12:30 i 16:00-18:00 emitowany był JimJam’s Marathon, podczas którego co miesiąc jest emitowany serial animowany. Co tydzień emitowane były wszystkie odcinki seriali:
- Roztańczona Angelina – listopad 2009; sierpień 2010
- Dougie w przebraniu – grudzień 2009
- Kacper – styczeń 2010; listopad 2011
- Magiczny klucz – luty 2010; czerwiec 2010; grudzień 2010
- Prosiaczek Cienki – marzec 2010
- W Jeżynowym Grodzie – kwiecień 2010
- Paczka i Ceny - maj 2010
- Krówka Connie – maj 2010; styczeń 2012; lipiec 2012
- Antek Mrówka – lipiec 2010; październik 2011
- Strażak Sam – wrzesień 2010; czerwiec 2012
- Co ja widzę?! – październik 2010; kwiecień 2012
- Dorotka – wesoły dinozaur – listopad 2010
- Bob Budowniczy – styczeń 2011
- Farma Benjanina – luty 2011
- Zwariowane zwierzaki – luty 2011
- Igloo-Gloo – kwiecień 2011
- Ogrodnik Pankracy – maj 2011
- Oswald – czerwiec 2011
- Barney i Przyjaciele – lipiec 2011; grudzień 2011; marzec 2011; marzec 2012
- Rubbadubbers – wrzesień 2011; luty 2012
- O rety, psoty Dudusia Wesołka – maj 2012
- W rodzinie zwierzątek – wrzesień 2012